# پریش بینویل (لوئیزیانا)
بینویل پریش (به انگلیسی: Bienville Parish) یک قصبه در ایالات متحده آمریکا است که در لوئیزیانا واقع شده‌است.

## خصوصیات
بینویل پریش ۲٬۱۲۸٫۹۸ کیلومترمربع مساحت دارد.